# Ван Белкум, Ифке
Ифке ван Белкум (нидерл. Iefke van Belkum, род. 22 июля 1986, Лейден, Южная Голландия) — голландская ватерполистка, игрок национальной сборной Нидерландов, чемпионка Олимпийских игр 2008 года. Автор победного гола в финальном матче олимпийского турнира в ворота сборной США (итоговый счет 9:8).
Дебютировала в составе национальной команды в 2005 году, участница чемпионата мира и Европы.
Два дяди Ифке Стэн (род. 1961) и Марк (род. 1965) выступали за национальную сборную Нидерландов по водному поло, участвовали в Олимпийских играх.